# Igor Gjuzelov
Igor Gjuzelov (in macedone Игор Ѓузелов?; Strumica, 2 aprile 1976) è un ex calciatore macedone, difensore.

## Caratteristiche tecniche
È un difensore centrale.

## Carriera

### Club
È cresciuto nelle giovanili del Belasica, squadra della sua città natale.
Nel 1995 è stato acquistato al Sileks Kratovo, con i Rossoblù ha vinto tre campionati macedoni e una Coppa di Macedonia.
Nel 1999 è stato venduto ai croati dell'Hajduk Spalato e nella stagione 2000-2001 ha vinto il campionato croato e la Coppa di Croazia.
Nel 2001 è stato comprato dallo Šachtar ove è rimasto per la sola stagione 2001-2002. Con gli arancione-nero ha vinto il campionato ucraino e la Coppa d'Ucraina.
Al termine del campionato è stato ceduto al Metalurh Donec'k l'altra squadra di Donec'k dove ha militato fino al 2006.
Nel 2006, dopo un breve passaggio alla società israeliana Hapoel Petah Tiqwa, si è trasferito alla squadra del Cercle Bruges con cui ha siglato un contratto sino al 2011.

### Nazionale
Ha vestito la maglia della nazionale macedone in 17 occasioni.

## Statistiche

### Cronologia presenze e reti in nazionale
| Cronologia completa delle presenze e delle reti in nazionale ― Macedonia | Cronologia completa delle presenze e delle reti in nazionale ― Macedonia | Cronologia completa delle presenze e delle reti in nazionale ― Macedonia | Cronologia completa delle presenze e delle reti in nazionale ― Macedonia | Cronologia completa delle presenze e delle reti in nazionale ― Macedonia | Cronologia completa delle presenze e delle reti in nazionale ― Macedonia | Cronologia completa delle presenze e delle reti in nazionale ― Macedonia | Cronologia completa delle presenze e delle reti in nazionale ― Macedonia |
| Data                                                                     | Città                                                                    | In casa                                                                  | Risultato                                                                | Ospiti                                                                   | Competizione                                                             | Reti                                                                     | Note                                                                     |
| ------------------------------------------------------------------------ | ------------------------------------------------------------------------ | ------------------------------------------------------------------------ | ------------------------------------------------------------------------ | ------------------------------------------------------------------------ | ------------------------------------------------------------------------ | ------------------------------------------------------------------------ | ------------------------------------------------------------------------ |
| 25-3-1998                                                                | Skopje                                                                   | Macedonia                                                                | 1 – 0                                                                    | Bulgaria                                                                 | Amichevole                                                               | -                                                                        | 85’                                                                      |
| 18-4-1998                                                                | Skopje                                                                   | Macedonia                                                                | 2 – 2                                                                    | Corea del Sud                                                            | Amichevole                                                               | 1                                                                        | 65’                                                                      |
| 20-4-1998                                                                | Teheran                                                                  | Giamaica                                                                 | 1 – 2                                                                    | Macedonia                                                                | Amichevole                                                               | -                                                                        | 16’                                                                      |
| 22-4-1998                                                                | Teheran                                                                  | Ungheria                                                                 | 0 – 0 (4 – 2 dtr)                                                        | Macedonia                                                                | Amichevole                                                               | -                                                                        | 86’                                                                      |
| 16-5-1998                                                                | San Jose                                                                 | Stati Uniti                                                              | 0 – 0                                                                    | Macedonia                                                                | Amichevole                                                               | -                                                                        | 63’                                                                      |
| 18-5-1998                                                                | Toronto                                                                  | Canada                                                                   | 1 – 0                                                                    | Macedonia                                                                | Amichevole                                                               | -                                                                        |                                                                          |
| 3-6-1998                                                                 | Skopje                                                                   | Macedonia                                                                | 1 – 1                                                                    | Bosnia ed Erzegovina                                                     | Amichevole                                                               | -                                                                        | 81’                                                                      |
| 28-2-2001                                                                | Skopje                                                                   | Macedonia                                                                | 1 – 1                                                                    | Rep. Ceca                                                                | Amichevole                                                               | -                                                                        | 90’                                                                      |
| 2-6-2001                                                                 | Skopje                                                                   | Macedonia                                                                | 2 – 2                                                                    | Moldavia                                                                 | Qual. Mondiali 2002                                                      | -                                                                        |                                                                          |
| 6-6-2001                                                                 | Bursa                                                                    | Turchia                                                                  | 3 – 3                                                                    | Macedonia                                                                | Qual. Mondiali 2002                                                      | -                                                                        |                                                                          |
| 15-8-2001                                                                | Sofia                                                                    | Bulgaria                                                                 | 1 – 0                                                                    | Macedonia                                                                | Amichevole                                                               | -                                                                        |                                                                          |
| 1-9-2001                                                                 | Skopje                                                                   | Macedonia                                                                | 1 – 2                                                                    | Svezia                                                                   | Qual. Mondiali 2002                                                      | -                                                                        |                                                                          |
| 5-9-2001                                                                 | Baku                                                                     | Azerbaigian                                                              | 1 – 1                                                                    | Macedonia                                                                | Qual. Mondiali 2002                                                      | -                                                                        | 23’                                                                      |
| 14-11-2001                                                               | Budapest                                                                 | Ungheria                                                                 | 5 – 0                                                                    | Macedonia                                                                | Amichevole                                                               | -                                                                        |                                                                          |
| 20-8-2003                                                                | Prilep                                                                   | Macedonia                                                                | 3 – 1                                                                    | Albania                                                                  | Amichevole                                                               | -                                                                        | 62’                                                                      |
| 6-9-2003                                                                 | Skopje                                                                   | Macedonia                                                                | 1 – 2                                                                    | Inghilterra                                                              | Qual. Euro 2004                                                          | -                                                                        | 47’                                                                      |
| 11-10-2003                                                               | Kiev                                                                     | Ucraina                                                                  | 0 – 0                                                                    | Macedonia                                                                | Qual. Euro 2004                                                          | -                                                                        | 46’                                                                      |
| Totale                                                                   |                                                                          | Presenze                                                                 | 17                                                                       |                                                                          | Reti                                                                     | 1                                                                        |                                                                          |

## Palmarès

### Club

#### Competizioni nazionali
- Campionato macedone: 3

Sileks Kratovo: 1995-1996, 1996-1997, 1997-1998
- Coppa di Macedonia: 1

Sileks Kratovo: 1996-1997
- Coppa di Croazia: 1

Hajduk Spalato: 1999-2000
- Campionato croato: 1

Hajduk Spalato: 2000-2001
- Campionato ucraino: 1

Šachtar: 2001-2002
- Coppa d'Ucraina: 1

Šachtar: 2001-2002